# Priscillina armata
Priscillina armata is een vlokreeftensoort uit de familie van de Priscillinidae. De wetenschappelijke naam van de soort is voor het eerst geldig gepubliceerd in 1861 door Boeck.